# Curt Wittenbecher
Curt Wittenbecher (* 1. August 1901 in Magdeburg; † 2. Januar 1978 in Bremen) war ein deutscher Maler, Zeichner und Graphiker.

## Biografie
Wittenbecher studierte nach dem 1921 in Magdeburg abgelegten Abitur zunächst in München an der Privatschule für bildende Künste bei Moritz Heymann und Walter Thor, danach an der Kunstgewerbeschule Berlin-Charlottenburg bei Harold Bengen und in Magdeburg bei Ernst Hoffmann und Richard Winckel an der dortigen Kunstgewerbe- und Handwerkerschule. 1925 wurde er Mitglied des Künstlervereins St. Lukas in Magdeburg, aus dem er jedoch schon bald wieder austrat. Er arbeitete als freischaffender Maler und Graphiker in Magdeburg und erwarb sich hohe Wertschätzung. 1934 wurde er in den Künstlerverein Börde aufgenommen, dessen stellvertretender Vorsitzender er seit 1938 bis zu dessen Auflösung 1939 war. Es erfolgte dann die Übernahme Wittenbechers in die Spitze der „gleichgeschalteten“ Künstlerkameradschaft Magdeburg. Als solcher war er in den Kriegsjahren zuständig für die jährlichen Magdeburger Kunstausstellungen. 1942 erhielt Curt Wittenbecher den Kunstpreis der Stadt Magdeburg.
Nach Wehrdienst und Dienst in Lazaretten in Holland kam Wittenbecher 1944 nach Hindelang im Allgäu.
Gegen Ende des Krieges erlitt Wittenbecher beim Luftangriff auf Magdeburg am 16. Januar 1945 den Totalverlust der Wohnung mit allen seinen künstlerischen Arbeiten.
1949 siedelte er nach Worpswede um, 1955 dann nach Bremen, wo er als freischaffender Maler bis zu seinem Tod lebte und arbeitete.
Zahlreiche Reisen, aus denen stets Inspirationen für seine Malerei resultierten, führten Curt Wittenbecher in dieser Zeit unter anderem nach den Niederlanden, England, in die Schweiz, nach Italien, Island und – besonders prägend für ihn – nach Griechenland.
Wittenbecher war verheiratet mit Hildegard Wittenbecher, geb. Marquardt. Sie hat als seine Witwe und Bewohnerin des St.-Remberti-Hauses einen großen Teil seines künstlerischen Nachlasses in Gestalt von Aquarellen und Ölbildern der Bremer Heimstiftung vermacht.

## Künstlerische Schwerpunkte
Wittenbechers künstlerische Tätigkeit ist zu beschreiben als ursprünglich vom Expressionismus beeinflusst, dann über naturalistische Ausprägungen (Landschaftsmalerei) und eine starke Komponente der Abstraktion hin zu seinem ganz eigenen Stil führend. Am Anfang stand immer die Zeichnung, aus der sich häufig Aquarell oder Ölbild entwickelten.
Wittenbecher befasste sich stets auch mit der Theorie seines Metiers. Schon in jungen Jahren hielt er Kurse an der Volkshochschule Magdeburg ab, später auch in Bremen, wo kunstgeschichtliche Vorträge hinzukamen.
Er war zugleich Musik-Enthusiast und malte daher gern Konzert-Situationen. Sein Leitsatz lautete: „Zu hören, was ich sehe – zu sehen, was ich höre“.
Mit der Zeit widmete Wittenbecher sich mehr und mehr dem Aquarell als seiner ureigensten künstlerischen Ausdrucksform.
Eine Würdigung Wittenbechers gab Gerhard Gerkens, Oberkustos der Bremer Kunsthalle, in seiner Trauerrede.

## Werke (Auswahl)
Ölbilder:
- Verwundeter, 1942, preisgekröntes Ölgemälde im KHM Magdeburg
- Worpsweder Elegie: Öl (gezeigt 1954 im Kunstverein Hannover)
- Konzert, Finale: Öl, 1970/71

Landschaften (hauptsächlich Aquarelle), u. a.:
Nordsee; Ostsee; Odenwald; Bodensee; Cornwall (England); Griechenland; Niederlande; Italien
Porträts, u. a.:
- Wilhelm Kaisen (Bürgermeister Bremen)
- Mary Wigman (Tänzerin)
- Harald Kreutzberg (Tänzer)
- Ernst Friedlaender (Publizist)
- Heinz Frowein (OB Wuppertal)
- Hanns Lilje (evangelischer Bischof)

Mappen:
- Bremen – gesehen von Curt Wittenbecher, 8 Federzeichnungen, 1960
- Bremen – 8 Original-Lithographien, 1961

Wandgestaltungen in Bremen, Bochum, Magdeburg, Barby, Elmshorn
Öffentliche Standorte: Athen: Goethe-Institut; Bremen: Stadt und Kunsthalle; Chemnitz: Städtische Kunstsammlung; Hannover: Niedersächsische Landesgalerie und Stadt; Hamburg: Stadt; Magdeburg: KHM; Münster: Landesmuseum; Witten/Ruhr: Märkisches Museum; Wuppertal: von-der-Heydt-Museum.

## Ausstellungen (Auswahl)
- 1932 Kollektivausstellung in der Kunsthandlung Heinrichshofen/Magdeburg
- 1934 „Brücke“-Ausstellung, zusammen mit Nolde, Kirchner, Heckel und Schmidt-Rottluff, im Kaiser-Friedrich-Museum in Magdeburg (Kulturhistorisches Museum)
- 1939 Ausstellung von Gemälden und Bildwerken von Künstlern aus dem Gau Magdeburg-Anhalt[5]
- 1943 Kunstausstellung im Kaiser-Friedrich-Museum Magdeburg
- 1948/1949 Wander-Ausstellung, beginnend im Landesmuseum Münster und „Kleiner Raum Clasing“, weiter in Aachen (Suermondt-Ludwig-Museum), Bremen (Kunsthalle), Bielefeld (Kunstsalon Otto Fischer, Titel: Ein Denker in Farben), Witten/Ruhr (Märkisches Museum)
- 1954 Herbstausstellung im Städtischen Museum Mülheim an der Ruhr
- 1958 Kollektiv-Ausstellung im Goethe-Institut Athen[6]
- 1959 Kollektiv-Ausstellung in der Bremer Kunsthalle
- 1961 Kollektiv-Ausstellung bei Hanna Bekker vom Rath, Frankfurt/M
- 1969 Kunstverein Bremerhaven in der Kunsthalle Bremerhaven
- 1976 Aquarelle und Handzeichnungen im Kupferstichkabinett der Kunsthalle Bremen
- 1964 bis 1976 regelmäßige Ausstellungen jährlich im November im Atelier von Wittenbecher
- 1979 Ausstellung in der Stadtbibliothek Bremen
- 1979 Galerie im Werkhof Bissendorf: Aquarelle, Ölbilder und Zeichnungen